# Río Arenales
El río Arenales es un curso de agua del NOA (Noroeste de Argentina), en la Provincia de Salta. 
Nace en el departamento Rosario de Lerma en la precordillera de los Andes entre los altos de Salamanca y el cordón de Lesser y recorre la zona norte del valle de Lerma, pasando por el sur de la ciudad de Salta, en donde recibe al río Arias. Luego tuerce hacia el sur, recibe al río Rosario -su principal afluente-, al río Chicoana y desemboca en el embalse de Cabra Corral. Allí se une con el río Guachipas con el cual forma el caudaloso río Juramento. 
A su paso por la ciudad de Salta, el río divide numerosos barrios, interconectados entre sí por siete puentes. Es también a su paso por la ciudad que el río recibe gran contaminación, por lo cual las autoridades comunales hacen ingentes esfuerzos por controlar el vertido de contaminantes y desechos en sus orillas. El sector situado entre los puentes de las avenidas Paraguay y Chile ha sido remozado y pesquisado.
- Datos: Q3458533